# Leonardo Díaz
Leonardo Diaz (ur. 27 kwietnia 1976) – kubański zapaśnik w stylu wolnym. 
Dziewiąty zawodnik Mistrzostw Świata w 1997 roku. Złoty medal na Mistrzostwach Panamerykańskich w 1997, drugi w Pucharze Świata w 1997.